# 27 février aux Jeux olympiques de 2010

Le samedi 27 février aux Jeux olympiques d'hiver de 2010 est le seizième jour de compétition.

## Programme
| Heure UTC-8 (Vancouver)                       |               |
| bleu                                          | Cérémonie     |
| neutre                                        | Épreuve       |
| or                                            | Finale        |
| orange                                        | Petite finale |
| rose                                          | Reporté       |
| gris                                          | Annulé        |
| Compétition masculine                         | Hommes        |
| Compétition féminine                          | Femmes        |
| Compétition mixte (hommes et femmes mélangés) | Mixte         |
| Compétition en couple (1 homme et 1 femme)    | Couple        |
| modifier                                      |               |

| Horaire | Discipline Spécialité | Discipline Spécialité                    | Discipline Spécialité | Phase                 | Résultats | Références |
| ------- | --------------------- | ---------------------------------------- | --------------------- | --------------------- | --------- | ---------- |
| 9:00    |                       | Curling Petite finale                    | Compétition hommes    | Finale                | 5 - 4     | -          |
| 10:00   |                       | Ski alpin Slalom (première manche)       | Compétition hommes    | Manche de compétition | -         | -          |
| 10:00   |                       | Snowboard Slalom géant parallèle         | Compétition hommes    | Qualifications        | -         | -          |
| 11:45   |                       | Ski de fond 30 km classique              | Compétition femmes    | Finale                | -         | -          |
| 12:15   |                       | Snowboard Slalom géant parallèle         | Compétition hommes    | Huitièmes de finale   | -         | -          |
| 12:30   |                       | Patinage de vitesse Poursuite par équipe | Compétition femmes    | Demi-finales          | -         | -          |
| 12:51   |                       | Snowboard Slalom géant parallèle         | Compétition hommes    | Quarts de finale      | -         | -          |
| 12:51   |                       | Patinage de vitesse Poursuite par équipe | Compétition hommes    | Finale                | -         | -          |
| 13:00   |                       | Bobsleigh Bob à quatre 3e manche         | Compétition hommes    | Manche de compétition | -         | -          |
| 13:09   |                       | Snowboard Slalom géant parallèle         | Compétition hommes    | Demi-finales          | -         | -          |
| 13:13   |                       | Patinage de vitesse Poursuite par équipe | Compétition femmes    | Finale                | -         | -          |
| 13:31   |                       | Snowboard Slalom géant parallèle         | Compétition hommes    | Finale                | -         | -          |
| 13:45   |                       | Ski alpin Slalom (deuxième manche)       | Compétition hommes    | Finale                | -         | -          |
| 14:35   |                       | Bobsleigh Bob à quatre (4e manche)       | Compétition hommes    | Finale                | -         | -          |
| 15:00   |                       | Curling Finale                           | Compétition hommes    | Finale                | 6 - 3     | -          |
| 16:30   |                       | Patinage artistique                      | Compétition hommes    | Gala d'exhibition     | -         | -          |
| 19:00   |                       | Hockey sur glace Petite finale           | Compétition hommes    | Finale                | 5 - 3     | -          |

## Médailles du jour
- Pays organisateur (Canada)

| Rang  | Nation     | Or | Argent | Bronze | Total |
| ----- | ---------- | -- | ------ | ------ | ----- |
| 1     | Canada     | 3  | 0      | 1      | 4     |
| 2     | Allemagne  | 1  | 1      | 0      | 2     |
| 2     | États-Unis | 1  | 1      | 0      | 2     |
| 4     | Pologne    | 1  | 0      | 1      | 2     |
| 5     | Italie     | 1  | 0      | 0      | 1     |
| 6     | Norvège    | 0  | 2      | 0      | 2     |
| 7     | Autriche   | 0  | 1      | 0      | 1     |
| 7     | Croatie    | 0  | 1      | 0      | 1     |
| 7     | Japon      | 0  | 1      | 0      | 1     |
| 10    | Finlande   | 0  | 0      | 2      | 2     |
| 11    | France     | 0  | 0      | 1      | 1     |
| 11    | Pays-Bas   | 0  | 0      | 1      | 1     |
| 11    | Suède      | 0  | 0      | 1      | 1     |
| 11    | Suisse     | 0  | 0      | 1      | 1     |
| Total | Total      | 7  | 7      | 8      | 22    |